# Amphiglossus tsaratananensis
Amphiglossus tsaratananensis är en ödleart som beskrevs av  Brygoo 1981. Amphiglossus tsaratananensis ingår i släktet Amphiglossus och familjen skinkar. IUCN kategoriserar arten globalt som livskraftig.
Artens utbredningsområde är Madagaskar. Inga underarter finns listade i Catalogue of Life.

## Bildgalleri

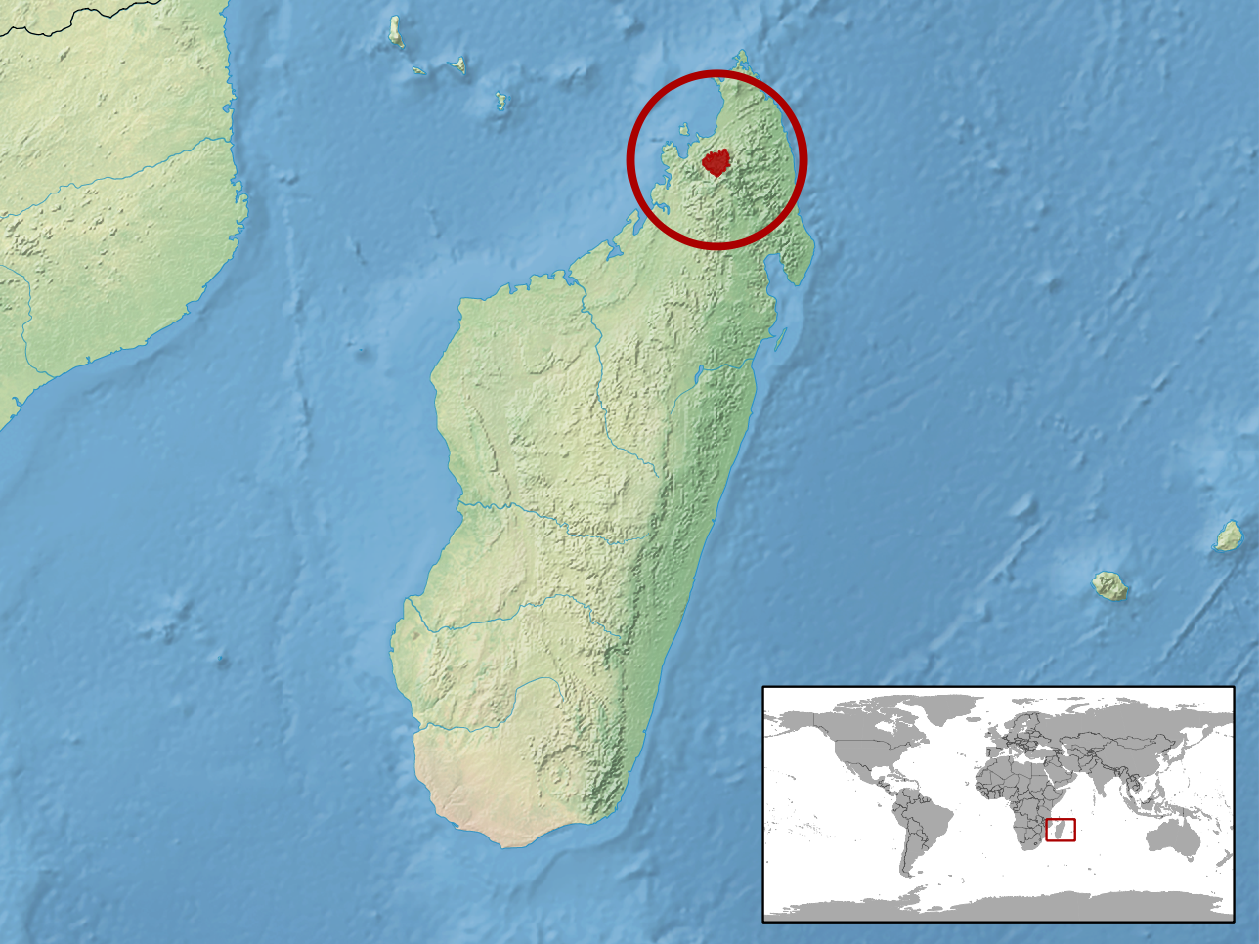